# Wereldkampioenschap superbike van Misano 2004
Het wereldkampioenschap superbike van Misano 2004 was de derde ronde van het wereldkampioenschap superbike en het wereldkampioenschap Supersport 2004. De races werden verreden op 18 april 2004 op het Circuito Internazionale Santa Monica nabij Misano Adriatico, Italië.

## Superbike

### Race 1
De race werd na 17 ronden afgebroken vanwege een ongeluk van Lucio Pedercini en werd niet herstart.
| Pos | Nr | Rijder               | Constructeur | Rondes | Tijd                | Grid | Punten |
| --- | -- | -------------------- | ------------ | ------ | ------------------- | ---- | ------ |
| 1   | 55 | Régis Laconi         | Ducati       | 17     | 28:18.586           | 2    | 25     |
| 2   | 4  | Troy Corser          | Petronas     | 17     | +1.944              | 6    | 20     |
| 3   | 7  | Pierfrancesco Chili  | Ducati       | 17     | +7.459              | 3    | 16     |
| 4   | 41 | Noriyuki Haga        | Ducati       | 17     | +9.728              | 11   | 13     |
| 5   | 17 | Chris Vermeulen      | Honda        | 17     | +12.310             | 7    | 11     |
| 6   | 9  | Chris Walker         | Petronas     | 17     | +14.130             | 8    | 10     |
| 7   | 99 | Steve Martin         | Ducati       | 17     | +14.445             | 1    | 9      |
| 8   | 69 | Gianluca Nannelli    | Ducati       | 17     | +36.960             | 12   | 8      |
| 9   | 5  | Piergiorgio Bontempi | Suzuki       | 17     | +37.379             | 13   | 7      |
| 10  | 52 | James Toseland       | Ducati       | 17     | +37.501             | 20   | 6      |
| 11  | 91 | Leon Haslam          | Ducati       | 17     | +42.064             | 9    | 5      |
| 12  | 8  | Ivan Clementi        | Kawasaki     | 17     | +54.642             | 16   | 4      |
| 13  | 25 | Alessio Velini       | Yamaha       | 17     | +1:02.408           | 23   | 3      |
| 14  | 45 | Ivan Sala            | Suzuki       | 17     | +1:05.352           | 26   | 2      |
| 15  | 11 | Gianmaria Liverani   | Ducati       | 17     | +1:05.397           | 15   | 1      |
| 16  | 27 | Giancarlo De Matteis | Ducati       | 17     | +1:05.416           | 22   |        |
| 17  | 31 | Giuseppe Zannini     | Ducati       | 17     | +1:05.557           | 19   |        |
| 18  | 12 | Warwick Nowland      | Suzuki       | 17     | +1:27.317           | 18   |        |
| 19  | 23 | Jiří Mrkývka         | Ducati       | 17     | +1:28.314           | 24   |        |
| 20  | 77 | Berto Camlek         | Yamaha       | 17     | +1:34.139           | 27   |        |
| 21  | 20 | Marco Borciani       | Ducati       | 15     | +2 ronden           | 10   |        |
| DNF | 19 | Lucio Pedercini      | Ducati       | 16     | Ongeluk             | 4    |        |
| DNF | 6  | Mauro Sanchini       | Kawasaki     | 14     | Ongeluk             | 5    |        |
| DNF | 29 | Luca Pini            | Suzuki       | 8      | Uitgevallen         | 17   |        |
| DNF | 24 | Garry McCoy          | Ducati       | 7      | Ongeluk             | 14   |        |
| DNF | 16 | Sergio Fuertes       | Suzuki       | 2      | Ongeluk             | 21   |        |
| DNS | 28 | Doriano Romboni      | Yamaha       | 0      | Niet gestart        |      |        |
| DNQ | 50 | Miguel Praia         | Ducati       | 0      | Niet gekwalificeerd |      |        |

### Race 2
| Pos | Nr | Rijder               | Constructeur | Rondes | Tijd                | Grid | Punten |
| --- | -- | -------------------- | ------------ | ------ | ------------------- | ---- | ------ |
| 1   | 7  | Pierfrancesco Chili  | Ducati       | 25     | 44:29.370           | 3    | 25     |
| 2   | 55 | Régis Laconi         | Ducati       | 25     | +1.484              | 2    | 20     |
| 3   | 99 | Steve Martin         | Ducati       | 25     | +32.259             | 1    | 16     |
| 4   | 41 | Noriyuki Haga        | Ducati       | 25     | +38.088             | 11   | 13     |
| 5   | 91 | Leon Haslam          | Ducati       | 25     | +41.031             | 9    | 11     |
| 6   | 52 | James Toseland       | Ducati       | 25     | +45.176             | 20   | 10     |
| 7   | 4  | Troy Corser          | Petronas     | 25     | +48.557             | 6    | 9      |
| 8   | 19 | Lucio Pedercini      | Ducati       | 25     | +1:01.446           | 4    | 8      |
| 9   | 29 | Luca Pini            | Suzuki       | 25     | +1:04.891           | 17   | 7      |
| 10  | 20 | Marco Borciani       | Ducati       | 25     | +1:17.110           | 10   | 6      |
| 11  | 6  | Mauro Sanchini       | Kawasaki     | 25     | +1:37.339           | 5    | 5      |
| 12  | 17 | Chris Vermeulen      | Honda        | 25     | +1:37.760           | 7    | 4      |
| 13  | 9  | Chris Walker         | Petronas     | 25     | +1:44.683           | 8    | 3      |
| 14  | 11 | Gianmaria Liverani   | Ducati       | 25     | +1:44.940           | 15   | 2      |
| 15  | 5  | Piergiorgio Bontempi | Suzuki       | 24     | +1 ronde            | 13   | 1      |
| 16  | 23 | Jiří Mrkývka         | Ducati       | 24     | +1 ronde            | 24   |        |
| 17  | 24 | Garry McCoy          | Ducati       | 24     | +1 ronde            | 14   |        |
| 18  | 16 | Sergio Fuertes       | Suzuki       | 24     | +1 ronde            | 21   |        |
| 19  | 31 | Giuseppe Zannini     | Ducati       | 24     | +1 ronde            | 19   |        |
| 20  | 45 | Ivan Sala            | Suzuki       | 23     | +2 ronden           | 26   |        |
| DNF | 25 | Alessio Velini       | Yamaha       | 16     | Uitgevallen         | 23   |        |
| DNF | 12 | Warwick Nowland      | Suzuki       | 14     | Uitgevallen         | 18   |        |
| DNF | 8  | Ivan Clementi        | Kawasaki     | 2      | Uitgevallen         | 16   |        |
| DNF | 69 | Gianluca Nannelli    | Ducati       | 1      | Ongeluk             | 12   |        |
| DNF | 27 | Giancarlo De Matteis | Ducati       | 0      | Ongeluk             | 22   |        |
| DNF | 77 | Berto Camlek         | Yamaha       | 0      | Ongeluk             | 27   |        |
| DNS | 28 | Doriano Romboni      | Yamaha       | 0      | Niet gestart        |      |        |
| DNQ | 50 | Miguel Praia         | Ducati       | 0      | Niet gekwalificeerd |      |        |

## Supersport
| Pos | Nr | Rijder                   | Constructeur | Rondes | Tijd      | Grid | Punten |
| --- | -- | ------------------------ | ------------ | ------ | --------- | ---- | ------ |
| 1   | 31 | Karl Muggeridge          | Honda        | 23     | 42:11.937 | 4    | 25     |
| 2   | 11 | Kevin Curtain            | Yamaha       | 23     | +3.708    | 6    | 20     |
| 3   | 4  | Jurgen van den Goorbergh | Yamaha       | 23     | +7.813    | 13   | 16     |
| 4   | 37 | Katsuaki Fujiwara        | Suzuki       | 23     | +10.044   | 7    | 13     |
| 5   | 8  | Alessio Corradi          | Honda        | 23     | +19.358   | 9    | 11     |
| 6   | 57 | Lorenzo Lanzi            | Ducati       | 23     | +28.322   | 15   | 10     |
| 7   | 2  | Stéphane Chambon         | Suzuki       | 23     | +40.473   | 19   | 9      |
| 8   | 25 | Giovanni Bussei          | Ducati       | 23     | +41.653   | 16   | 8      |
| 9   | 20 | Vittorio Iannuzzo        | Suzuki       | 23     | +45.949   | 12   | 7      |
| 10  | 19 | Walter Tortoroglio       | Suzuki       | 23     | +46.428   | 10   | 6      |
| 11  | 55 | Massimo Roccoli          | Yamaha       | 23     | +1:23.233 | 23   | 5      |
| 12  | 38 | Antonio Carlacci         | Yamaha       | 23     | +1:24.889 | 5    | 4      |
| 13  | 24 | Matthieu Lagrive         | Suzuki       | 23     | +1:36.145 | 8    | 3      |
| 14  | 18 | Denis Sacchetti          | Honda        | 22     | +1 ronde  | 21   | 2      |
| 15  | 95 | Eli Chen                 | Honda        | 21     | +2 ronden | 25   | 1      |
| 16  | 39 | Nicky Wimbauer           | Yamaha       | 21     | +2 ronden | 24   |        |
| DNF | 23 | Broc Parkes              | Honda        | 14     | Ongeluk   | 2    |        |
| DNF | 15 | Matteo Baiocco           | Yamaha       | 11     | Ongeluk   | 11   |        |
| DNF | 99 | Fabien Foret             | Yamaha       | 10     | Ongeluk   | 20   |        |
| DNF | 16 | Sébastien Charpentier    | Honda        | 8      | Ongeluk   | 1    |        |
| DNF | 93 | Christian Kellner        | Yamaha       | 3      | Ongeluk   | 17   |        |
| DNF | 22 | Stefano Cruciani         | Kawasaki     | 1      | Ongeluk   | 3    |        |
| DNF | 50 | Steve Brogan             | Honda        | 0      | Ongeluk   | 22   |        |
| DNF | 76 | Max Neukirchner          | Honda        | 0      | Ongeluk   | 18   |        |
| DNF | 40 | Maurizio Tumminello      | Yamaha       | 0      | Ongeluk   | 14   |        |

## Tussenstanden na wedstrijd

### Superbike
| Pos | Nr | Rijder              | Team   | Punten |
| --- | -- | ------------------- | ------ | ------ |
| 1   | 7  | Pierfrancesco Chili | Ducati | 97     |
| 2   | 52 | James Toseland      | Ducati | 77     |
| 3   | 55 | Régis Laconi        | Ducati | 70     |
| 4   | 17 | Chris Vermeulen     | Honda  | 70     |
| 5   | 41 | Noriyuki Haga       | Ducati | 69     |

### Supersport
| Pos | Nr | Rijder                   | Team   | Punten |
| --- | -- | ------------------------ | ------ | ------ |
| 1   | 4  | Jurgen van den Goorbergh | Yamaha | 57     |
| 2   | 11 | Kevin Curtain            | Yamaha | 47     |
| 3   | 31 | Karl Muggeridge          | Honda  | 37     |
| 4   | 37 | Katsuaki Fujiwara        | Suzuki | 34     |
| 5   | 99 | Fabien Foret             | Yamaha | 30     |

1991 · 1993 · 1994 · 1995 · 1996 · 1997 · 1998 · 1999 · 2000 · 2001 · 2002 · 2003 · 2004 · 2005 · 2006 · 2007 · 2008 · 2009 · 2010 · 2011 · 2012 · 2014 · 2015 · 2016 · 2017 · 2018 · 2019 · 2021 · 2022 · 2023 · 2024 · 2025